# Schronisko przy Siustrach
Schronisko przy Siustrach, Schronisko przy Przysiółku Siustry koło Ryczowa – schronisko w skałach Długiej Góry na Wyżynie Ryczowskiej wchodzącej w skład Wyżyny Częstochowskiej. Administracyjnie należy do miejscowości Złożeniec w województwie śląskim, w powiecie zawierciańskim, w gminie Pilica.
Nazwa jaskini pochodzi od należącego do Złożeńca przysiółka Siustry u północno-wschodnich podnóży Długiej Góry.

## Opis obiektu
Jest to duży tunel przebijający na wylot skały w szczytowej partii Długiej Góry. Otwór południowy ma wysokość 1,7 m i szerokość 1,5 m i w głąb skały biegnie od niego regularnie rozszerzający się korytarz, który przy otworze północnym ma wysokość 1,5 m, ale osiąga szerokość 8 m. Długość głównego tunelu wynosi 8 m. Z jego środkowej części odchodzi ku wschodowi ciasny korytarzyk, początkowo wznoszący się, potem poziomy. W środku swojej długości przedzielony jest wiszącą polewą naciekową.
Tunel powstał w późnojurajskich wapieniach skalistych w strefie freatycznej. Świadczą o tym kotły wirowe i rury na jego stropie i ścianach Namulisko jest obfite, złożone z odłamków wapiennych, piasku i gliny. Przy otworze południowym było rozkopywane. Tunel jest suchy i przewiewny, jego ściany przy otworach porastają glony i mchy, wewnątrz obserwowano nieliczne pajęczaki.
Schronisko znane i odwiedzane od dawna. Po raz pierwszy opisał go Kazimierz Kowalski w 1951 r. Obecny opis i plan sporządzili M. Szelerewicz i A. Górny w maju 1991 i listopadzie 1998 r.

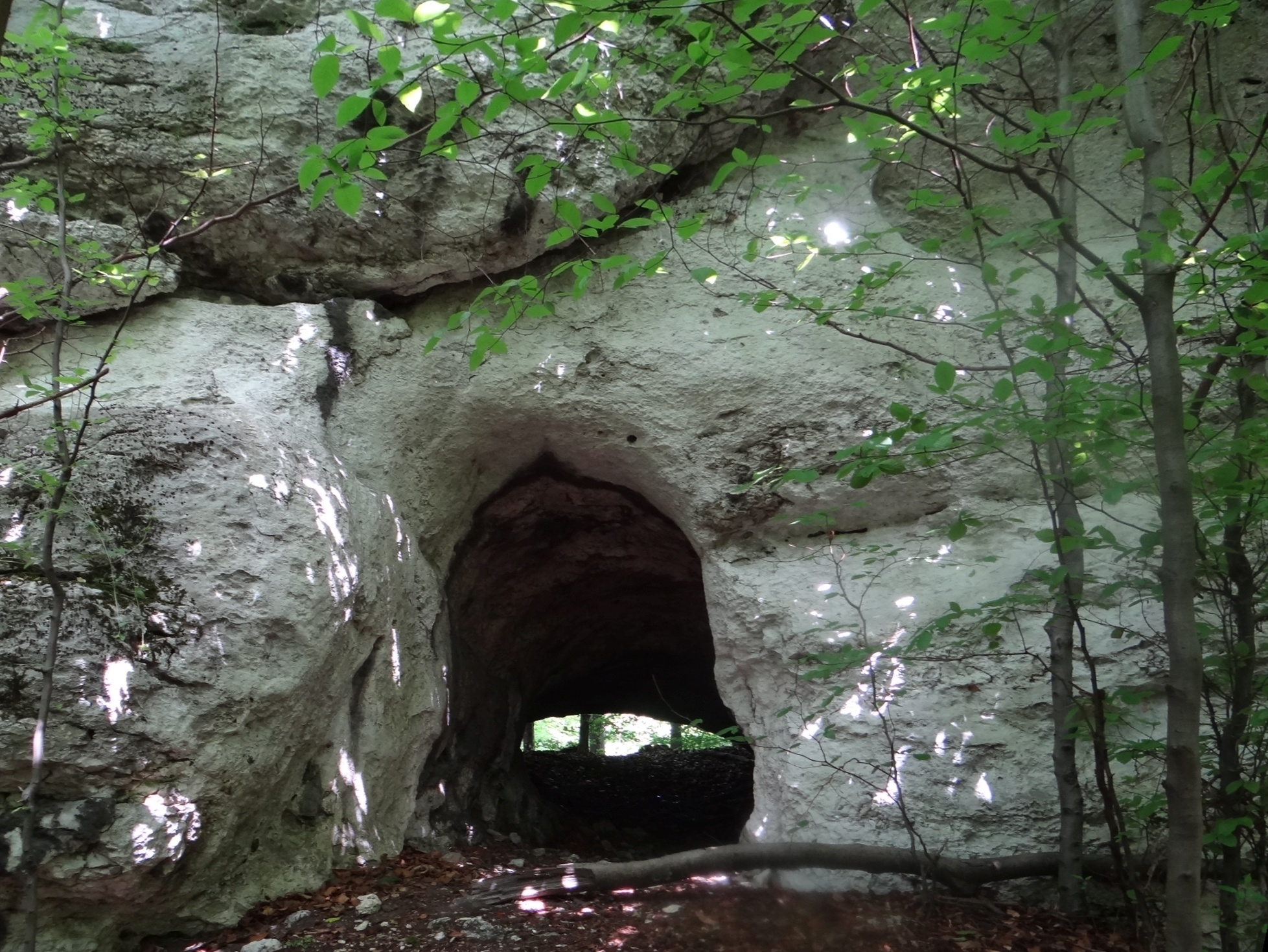
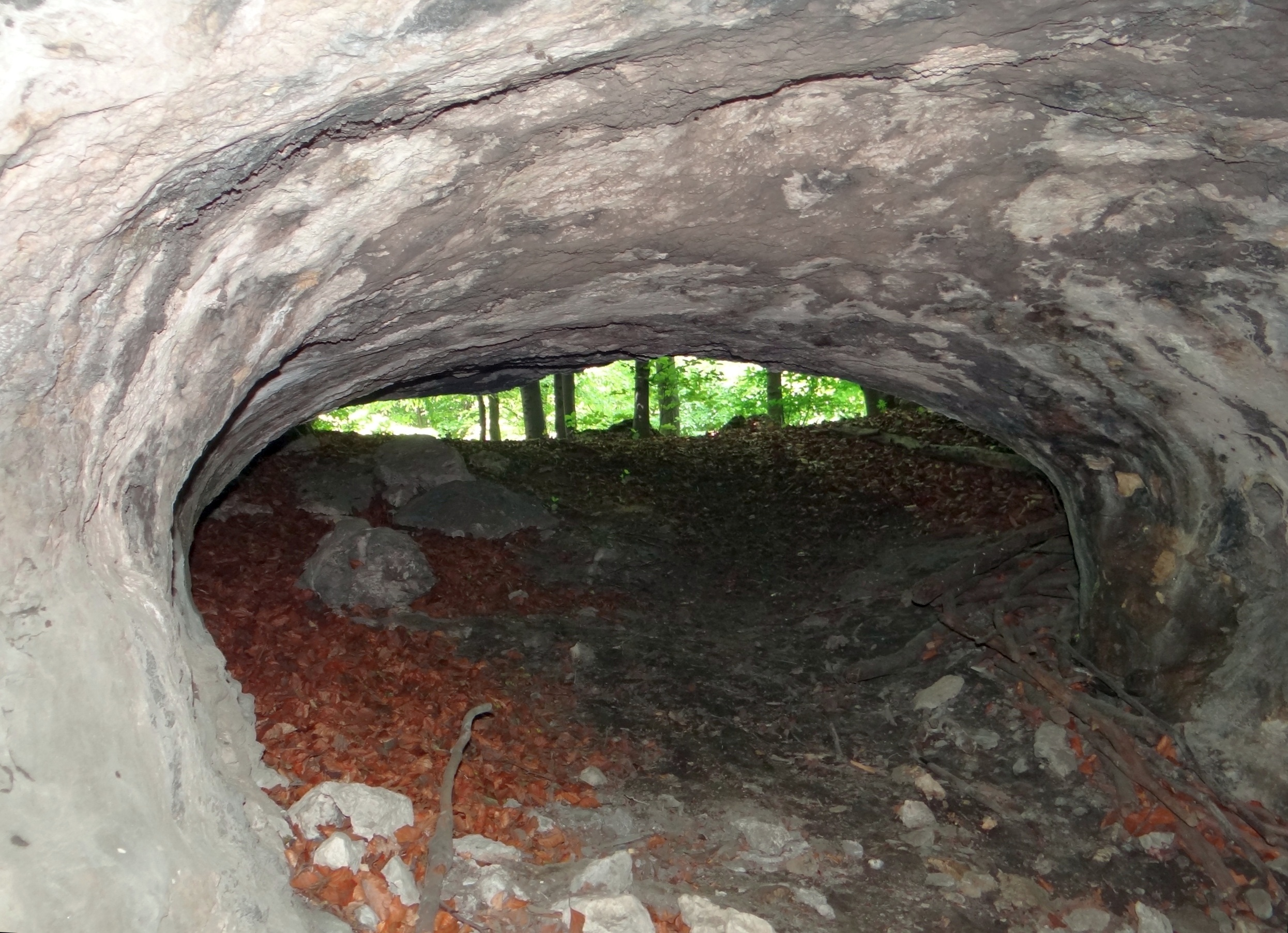
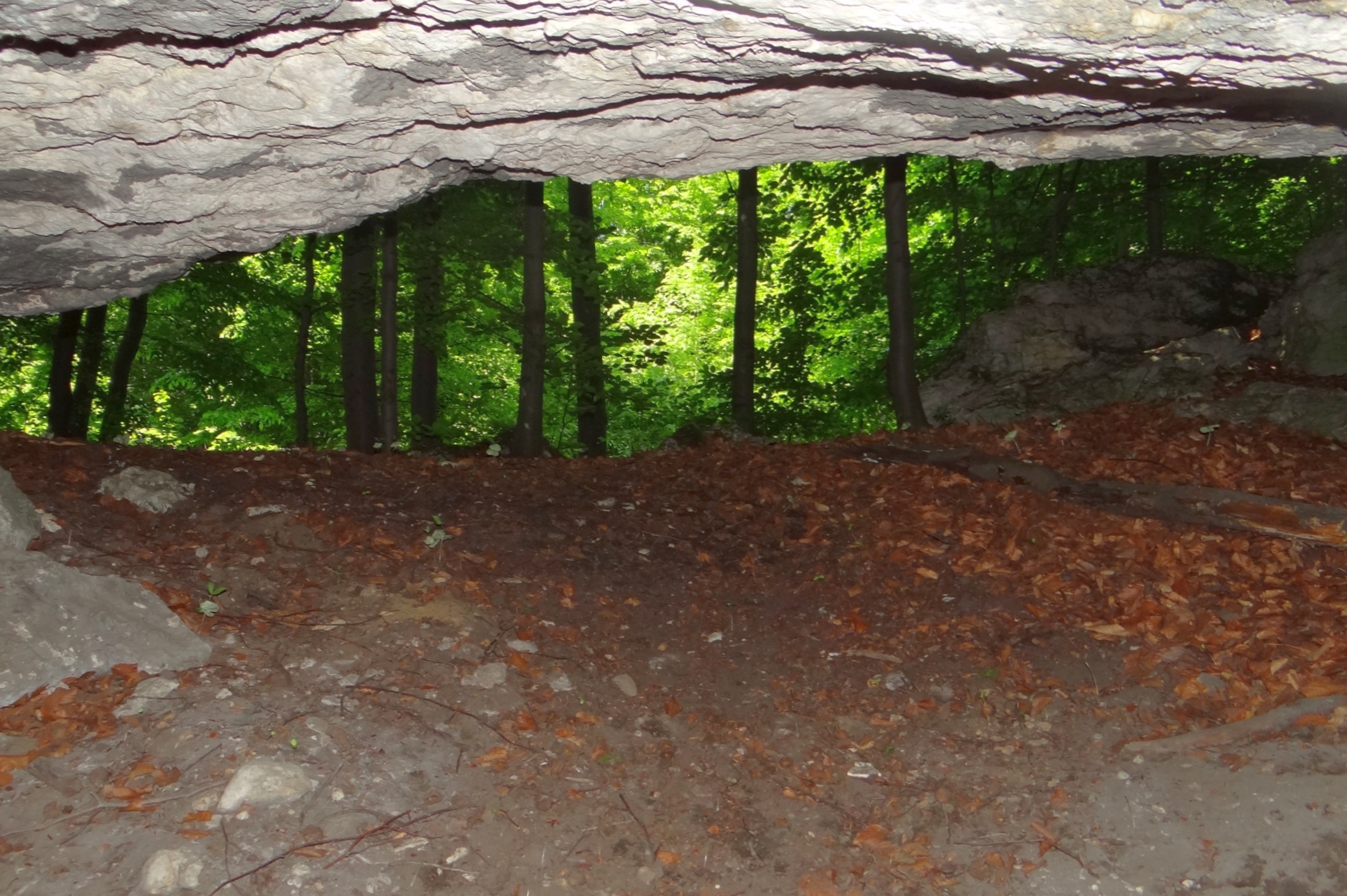
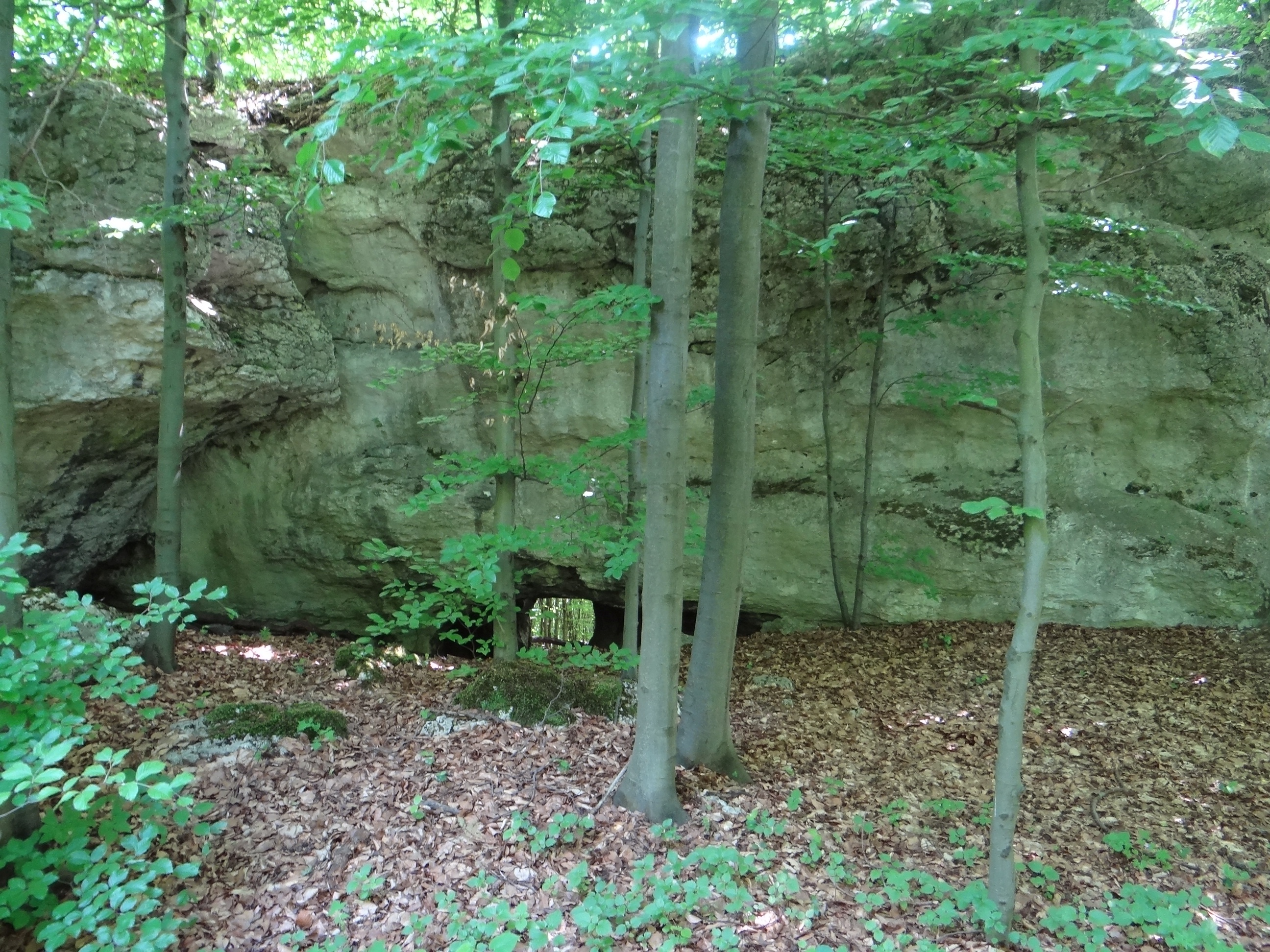
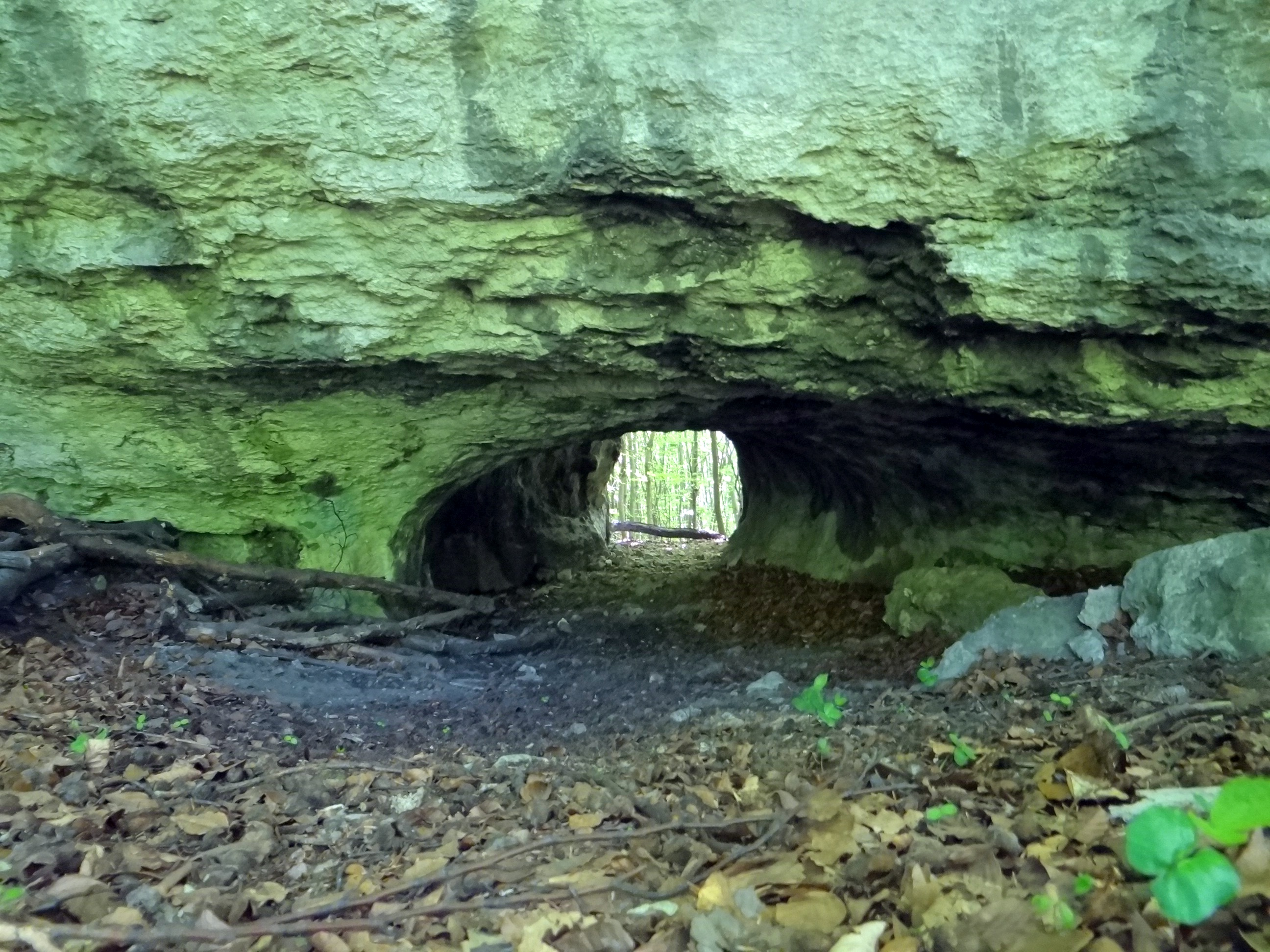